# Dreams Come True
DREAMS COME TRUE — японская поп-группа, основанная в 1988 году. В оригинальном составе состояла из Мивы Ёсиды (вокал), Масато Накамуры (бас-гитара) и Такахиро Нисикавы (клавишные). Группа продала более 50 миллионов записей во всём мире.
В 2006 году, по результатам проведённого Oricon Style опроса среди японцев и японок, самая продаваемая песня коллектива — «Love Love Love» (2 488 630 физических копий в Японии) — оказалась второй в рейтинге самых популярных песен ко Дню святого Валентина. На первом же месте оказался дебютный сольный сингл участницы Onyanko Club Саюри Кокусё «Valentine Kiss» (1986 год), который продался всего в 317 000 копий. Остальные песни в первой пятёрке: «Valentine’s Radio» (исполняет Юми Мацутоя, 1 606 780 копий), «Happy Happy Greeting» (KinKi Kids, 608 790) и «My Funny Valentine» (Майлз Дэвис).

## Дискография
- См. статью «Dreams Come True discography» в английском разделе.